# Ivan Horn
Ivan Sonne Horn (født 19. oktober 1949, død 8. juni 2017) var en dansk guitarist, der siden slutningen af 1960'erne spillede i en lang række danske orkestre. Ivan Horn spillede i det Cream-inspirerede band Blues Addicts, der nåede at udgive en enkelt LP. Efter opløsningen af Blues Addicts spillede Ivan Horn i flere omgange med C.V. Jørgensen, hvor han udover debutten, En stynet strejfer, medvirkede på de tre album, Carsten Valentin Jørgensen indspillede med den populære kvartet, der i folkemunde hed Det ganske lille band, og ud over Ivan Horn og Jørgensen, der begge spillede på guitar, oprindeligt talte bassisten Erik Falck og trommeslageren René Wulff. Siden kom henholdsvis guitarist Thomas Grue og tangentspiller og vokalist, Lotte Rømer, som også en overgang dannede par med Ivan Horn, med i bandet. Efter opløsningen fortsatte medlemmerne uden Jørgensen en kort overgang som CV Moto. Horn spillede også sammen med Lotte Rømer, Lone Kellerman, Rugsted & Kreutzfeldt m.fl. 
Han etablerede en kort overgang bandet Horn I/S, og var i en periode tilknyttet Led Zeppelin Jam.
Han skrev i 1990'erne musik til en række film- og tv-produktioner og medvirkede i Lone Scherfigs film Kajs fødselsdag.